# Victoria Baldesarra
 (octobre 2024).
Si vous disposez d'ouvrages ou d'articles de référence ou si vous connaissez des sites web de qualité traitant du thème abordé ici, merci de compléter l'article en donnant les références utiles à sa vérifiabilité et en les liant à la section « Notes et références ».
 (octobre 2024).
Victoria Ann Baldesarra, plus connue sous le nom de Victoria Baldesarra, (née à Toronto, en Ontario, le 28 juillet 1998) est une actrice et danseuse canadienne.

## Biographie
Victoria Baldesarra est née le 28 juillet 1998 à Toronto, en Ontario, au Canada. Fille de Tulio Baldesarra et Cherylann Baldesarra, elle a un frère aîné nommé Alec Baldesarra. Elle a commencé à danser dès l'âge de trois ans car elle était très énergique et faisait également partie de l'équipe de danse Team Canada, qui a remporté la médaille de bronze en 2010 lorsqu'elle s'est rendue à Lolington. Victoria a auditionné pour l'émission The Next Step alors qu'elle avait presque treize ans. En 2013, elle a joué un rôle dans la série The Next Step, dans laquelle elle joue Michelle, capitaine d'une équipe de danse, deux fois Miss National Soloist, impuissante, mais en même temps l'une des meilleures danseuses, qui au fil du temps devient de plus en plus confiante en elle-même et aide ainsi l'équipe à pouvoir gagner la compétition régionale de danse car elle avait des idées nouvelles et innovantes. En 2015 et jusqu'en 2016, elle joue le même personnage dans la série Lost And Found Music Studios.

## Filmographie

### Télévision
| Année     | Titre                      | Rôle     | Notes |
| --------- | -------------------------- | -------- | ----- |
| 2009-2012 | HBO                        |          |       |
| 2013-2020 | The Next Step              | Michelle |       |
| 2015-2017 | Lost & Found Music Studios | Michelle |       |
| 2020      | The Next Step Pack Down    | Michelle |       |

### Cinéma
| Année | Titre                     | Rôle     | Notes |
| ----- | ------------------------- | -------- | ----- |
| 2015  | The Next Step : Le Studio | Michelle |       |